# Лучинцы
Лучи́нцы (укр. Лучинці) — село в Рогатинской городской общине Ивано-Франковского района Ивано-Франковской области Украины.
Население по переписи 2001 года составляло 1192 человека. Занимает площадь 15,143 км². Почтовый индекс — 77046. Телефонный код — 03435.